# Цедерхаус

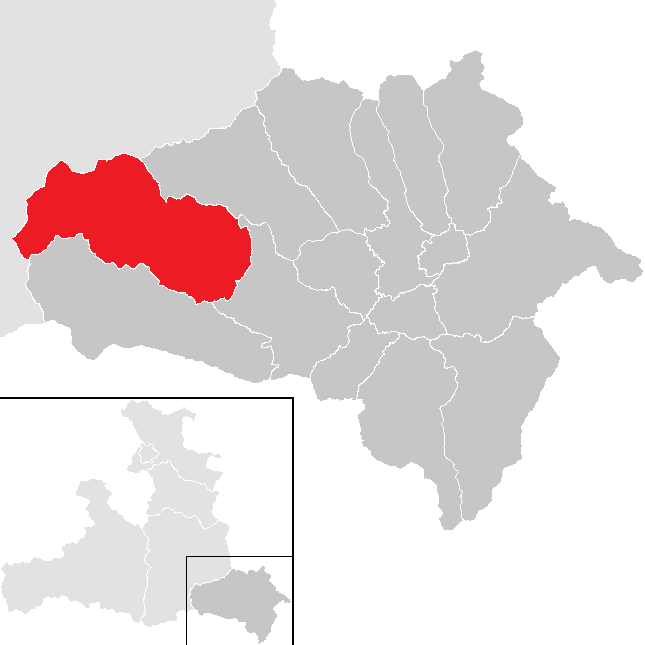
Громада Цедерхаус на карті округи Тамсвег. У лівому нижньому кутку показано розташування округи Тамсвег на карті федеральній землі Зальцбург.

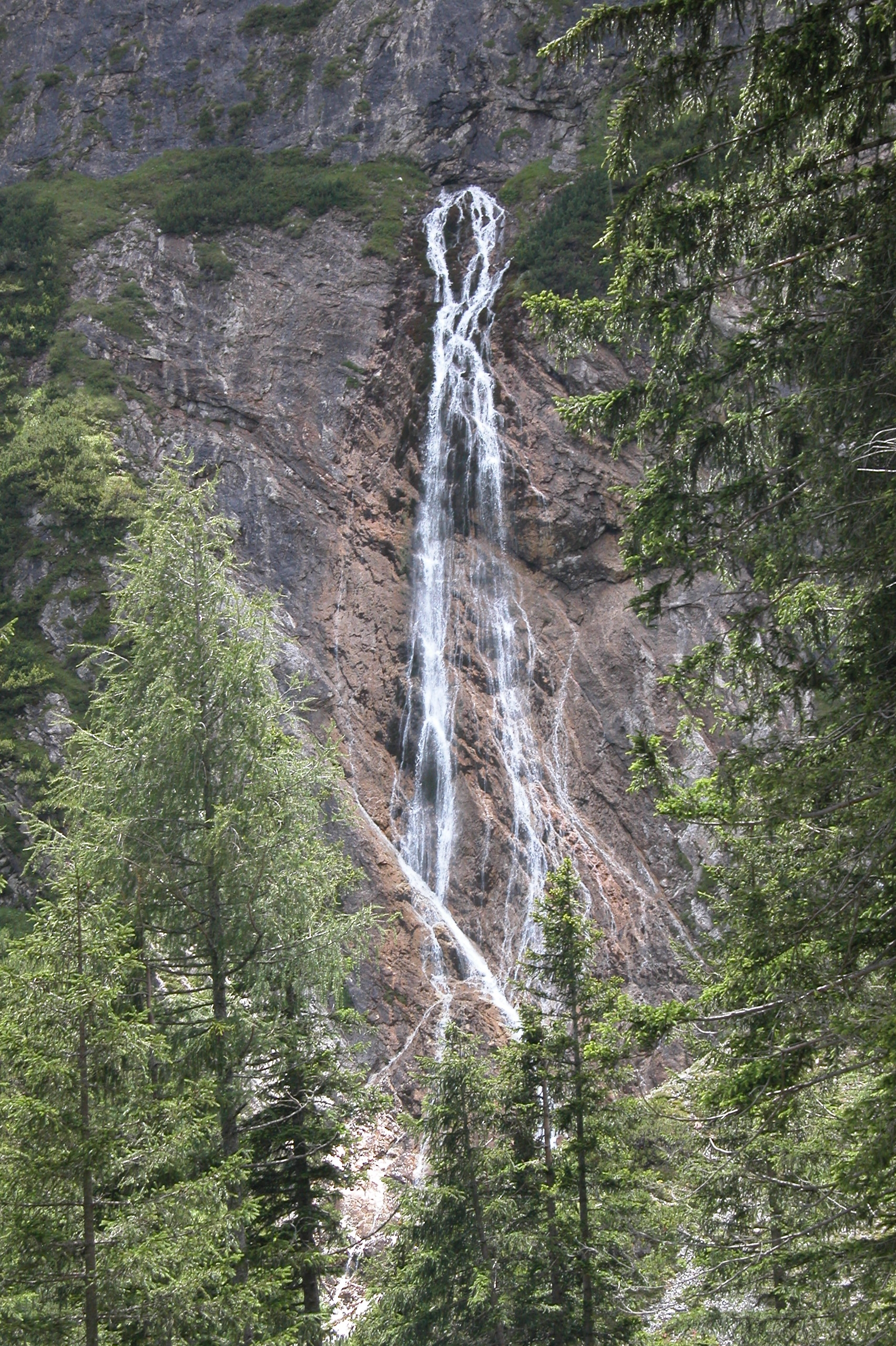
Джерело.

Цедерхаус (англ. Zederhaus) - громада у Австрії, у федеральній землі Зальцбург. Входить до складу округи Тамсвег. 
Населення становить 1196 чоловік (2010).  Займає площю 130,55 км 2. 